# Philip C. Keenan
Philip Childs Keenan, né le 31 mars 1908 à (Bellevue (Pennsylvanie) et mort le 20 avril 2000 à Columbus (Ohio), est un astronome américain. Il a mis au point avec William Morgan et Edith Kellman la « classification MKK » pour la classification spectrale des étoiles, qui est encore en usage aujourd'hui.
L'astéroïde (10030) Philkeenan a été nommé en son honneur.